# 総社藩
総社藩（そうじゃはん）は、上野国群馬郡の総社（現在の群馬県前橋市総社地区付近）を居所として、徳川家康の関東入国後に成立し、江戸時代前期まで存在した藩。「惣社藩」との表記もある。
総社（惣社）は、もともと総社神社が鎮座する地域（現在の前橋市元総社町付近）を中心とする地名で、徳川家に従って関東に移った諏訪氏が入封した。1601年、諏訪氏に代わって当地に入封した秋元長朝は、新たに総社城とその城下町（現在の前橋市総社町総社）を築いた。1633年、秋元泰朝が転出したため廃藩となる。

## 歴史

### 前史
総社（惣社）という地名は、総社神社（現在の前橋市元総社町）に由来し、鎌倉時代には惣社郷という呼称が見られるという。室町時代、長尾氏の一族が惣社を拠点として「惣社長尾氏」と呼ばれ、関東管領山内上杉家の家宰を務めた長尾忠政を出している。戦国期には、惣社長尾氏が「惣社要害」と記される城（蒼海城。現在の前橋市元総社町）を築いていた。
惣社長尾氏は上杉家の衰退とともに国衆として自立化し、その支配領域は「惣社領」と呼ばれるようになった。惣社はしばしば抗争の舞台となり、永禄期以降は上杉氏・武田氏・織田氏・北条氏の支配を受けた。天正18年（1590年）の小田原合戦に際し、蒼海城は豊臣方によって陥落させられている。

### 諏訪家領
信濃国の名族・諏訪家は、武田信玄の侵攻を受けて大名としては滅亡し、一族の諏訪頼忠も流寓の身となったが、天正10年（1582年）に武田家が滅亡し、さらに本能寺の変で織田信長も死去すると、旧臣らに擁立されて本領である諏訪郡を回復した。天正壬午の乱では一時期北条家に従ったものの、徳川家に従属して天正11年（1583年）に本領を安堵された。
天正18年（1590年）、徳川家康が関東に入国して知行割を行った際、諏訪頼忠が入封したとの説があり、江戸時代中期成立の地誌『上毛伝説雑記拾遺』所収「総社記」がこの記述となっている。
しかし『武徳編年集成』などによれば、天正18年（1590年）の時点で諏訪頼忠が与えられたのは総社ではなく、武蔵国の奈良梨（埼玉県比企郡小川町奈良梨）・羽生・蛭川であり、これらの地で1万2000石を領したとある。『寛政重修諸家譜』によれば、諏訪頼忠は天正18年（1590年）6月10日に家督を息子の諏訪頼水に譲っており、武蔵国奈良梨・羽生・蛭川で1万2000石を与えられたのは頼水である。ただし頼忠は致仕後も肥前名護屋に家康が赴いた際に従い、関ヶ原の合戦時に江戸守備に当たるなどの活動が見られ、慶長10年（1605年）まで存命であった。
文禄元年（1592年）、諏訪頼水は領地を上野国総社に移された。これにより総社藩が立藩されたと見る見解が多い。なお、文禄元年（1592年）時の「藩主」を頼忠とする見解・記述もある。
諏訪氏は蒼海城を居城としたとされるが、『上毛伝説雑記拾遺』によれば、諏訪頼忠が入封した際にはすでに蒼海城の荒廃が著しかったために普請が困難であり、城地の東北に「長屋」を設けて居住したとある。これに従えば、蒼海城の一角に簡易的な修築を行って居所としたとみられる。
関ヶ原の合戦後の慶長6年（1601年）、頼水は旧領である信濃国諏訪（高島藩）へ2万7000石で移された。

### 秋元家領
慶長6年（1601年）、秋元長朝が6000石の加増を受け、1万石で総社に入った。『前橋市史』においては、慶長6年（1601年）に秋元長朝が総社に入封した際の石高を6000石と記しているといい、前橋市関係の文章では、後述の天狗岩用水の引水により万石以上の豊かな土地となった、とされることがある。
秋元長朝の父の景朝（元景）は上杉氏一族の深谷上杉家の重臣であった人物で、長朝は関東管領上杉憲政の養女を母として生まれた。『寛政譜』によれば、景朝は惣社に領地を有しており、天正15年（1587年）に没すると惣社領の勝山のふもとに葬られている。長朝ははじめ深谷上杉家の上杉憲盛に仕え、文禄元年（1592年）に徳川家康に仕えた。長朝は、関ヶ原の戦いの戦前・戦後に徳川家から上杉景勝のもとに使者として派遣されており（上杉景勝の関東侵攻をとどめた、ともされる）、これが功績とされての加増とされる。父が葬られた惣社領への入封は、長朝の希望であったという。
長朝の入封時、蒼海城はかなり荒廃していたということが『寛政譜』にも記されている。長朝は植野勝山の地に新たな城と城下町を築いた。近世総社城と、現代に続く総社町（現在の前橋市総社町総社）である。総社城の完成は、一説に慶長7年（1602年）、一説に慶長15年（1610年）である。総社町は慶長15年（1610年）に町割りを終えたとされる。長朝は総社城の完成まで、蒼海城の東側に「八日市場城」を設けて仮寓し、慶長15年（1610年）に新たな総社城に移った。
長朝は慶長6年（1601年）より領内総検地を実施、慶長7年（1602年）には植野堰（天狗岩用水）の開鑿に着手するなど、藩の体制を整備した。これらの事績（とくに用水開鑿）により、秋元長朝は総社において名君として称えられている。
長朝は元和8年（1622年）に致仕し、家督を子の泰朝に譲った。なお、長朝は寛永5年（1628年）に総社において83歳で死去している。
泰朝はこれより先に徳川家康に出仕し、大坂の陣における大坂城の堀埋め立てに功績を挙げたほか、日光の造営奉行を務め、徳川秀忠のもとでも御小姓組番頭を務めた人物で、父とは別に5000石の知行も得ていた。元和8年（1622年）に家督を継ぐと、父の1万石と従前の自らの5000石を合わせて知行した。
寛永10年（1633年）2月、泰朝は「甲斐郡内の城代」を命じられ、3000石を加増の上で領地を甲斐国都留郡に移された。これにより甲斐谷村藩1万8000石が成立し、総社藩は廃藩となった。

### 後史
寛永10年（1633年）6月、総社領1万石は高崎藩主安藤重長に与えられた。前年に高崎藩に預けられていた徳川忠長に関する「はからい」が賞されたものという
宝永6年（1709年）、総社5000石の領主であった旗本の安藤信富（重長の二男で別家を立てた安藤重広の養子。大坂城代・御書院番頭・御側などの要職を歴任した）は、悪政を行ったとして領民から訴えられた（総社騒動）。信富は上野国の領地を越後国に移され、家臣2名が追放に処された。

## 歴代藩主

### 諏訪家
譜代。1万石→2万7000石。
1. 頼忠（よりただ）
2. 頼水（よりみず）

### 秋元家
譜代。1万石→1万5000石。
1. 長朝（ながとも）
2. 泰朝（やすとも）

## 領地

### 総社城と城下町
秋元長朝の総社城は、「植野勝山」と呼ばれた土地に築かれた。利根川右岸の断崖上に立地して、中世に築かれた勝山城の一部を取り込み、規模は東西800m・南北750mに及ぶ。なお元景寺の寺伝によれば、勝山は長朝の父・景朝が居を構えた地であるという。
城の西側には侍屋敷が設けられ、そのさらに外側に町人の暮らす城下町が形成された。城下町である「総社町」には、旧蒼海城下から住民を移らせた（これにより、古来の惣社は「元惣社村」とされた）。寛永12年の検地帳によれば、総社町は全長1200mあまりの規模を有していた。また、総社城下町は、佐渡奉行街道（「佐渡街道」「三国街道」などとも呼ばれる）の宿場町としての性格も有していた。慶長6年（1601年）に形成された「総社宿」は、慶長14年（1609年）に幕府道中奉行の管轄に移された。
総社藩の廃藩後、総社町は安藤家領（高崎藩領から旗本安藤家領）となるが、宝永7年（1709年）に旗本安藤家が去った後は幕府領となって陣屋も置かれ、宿場町としての発展を見せることになる。ただし、元文3年（1738年）に三国街道の荷継ぎが高崎経由で行われるようになると、高崎宿が繁栄する一方で総社宿は衰退を見せた。寛保2年（1742年）に総社町は幕府領から沼田藩領になり、その後前橋藩領として幕末を迎えている。

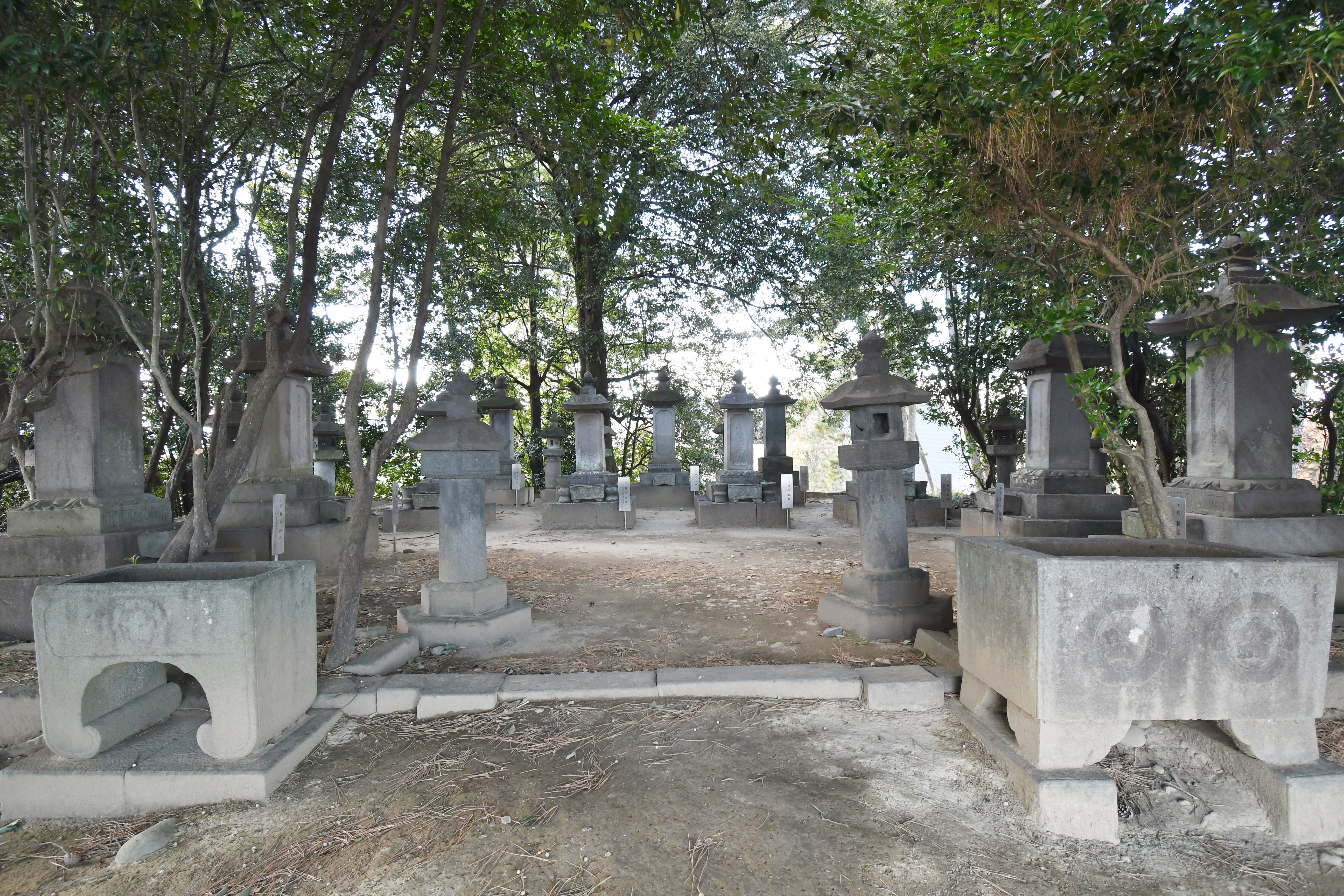
宝塔山古墳墳頂の秋元氏歴代墓地。

総社町には、領主秋元家に関わる寺社が複数造営されている。元景寺は長朝が父の景朝（元景）の菩提を弔うために造営した寺である。『寛政譜』によれば、景朝の葬地に立地するという。光巌寺は秋元家の菩提所として建立された寺で（総社城に入城する以前は元惣社に菩提所を置いており、これを移したという）、寺号は長朝の母の法号「光巌院」からとられており、「秋元山」の山号を有する。秋元氏は総社を離れた後も光巌寺を菩提寺としており、寺に隣接する宝塔山古墳の墳頂には、初代長朝から11代礼朝（上野館林藩主として版籍奉還・廃藩置県を迎えた）までの歴代当主の墓域（前橋市指定史跡「秋元氏歴代墓地」）がある。
また、長朝は伊勢神宮の遥拝所として伊勢殿（現在の総社神明宮）を創建し、総社町の総鎮守とした。

### 天狗岩用水
利根川から取水した天狗岩用水は、総社において秋元長朝の代表的な治績とされている。長朝は、水利に乏しく荒廃していた総社領のために用水を引くことを計画し、農地開発を可能にしたと伝えられている。この用水は他にも、総社城の外濠として用いられ、また総社宿内の街道の中央に引かれて防火や馬の給水にも用いられた。
天狗岩用水の取水口は白井藩領の漆原村（現在の北群馬郡吉岡町漆原）に設けられた。総社において伝えられるところによれば、慶長6年（1601年）に総社藩主秋元長朝は用水路開削の計画を立て、高崎藩主の井伊直政に仲介を依頼して、白井藩主の本多康重と交渉を行った。協議を重ねたすえに漆原村に取水口を設けることが認められ、慶長7年（1602年）春に用水工事に着工したという。
長朝は領民に3年間の年貢免除を約束し、領民は総出で用水工事に取り掛かったと伝えられる。「天狗岩用水」の名は、取水口工事の際に巨石を取り除くのを天狗が助けたという伝説による。用水の完成は慶長9年（1604年）である。ただし、伝承に登場する大名の動向には齟齬もある。

## 備考

### 「秋元公」顕彰
総社において秋元長朝は、荒廃した領地に用水を引いて肥沃な農地に変え、領民の暮らしを豊かにした名君として称えられている。現代においても「総社秋元公歴史まつり」が隔年で開催され、武者行列が見どころの一つとされている。この祭りは1990年に第一回が開催されたもので、当初は前橋市の市制100周年（1992年）に向けての市・実行委員会共催イベントであったが、その後は総社地区住民主体の祭りとして続けられている。
秋元氏が称えられる背景には、宝永年間に発生した総社領民と領主安藤信富との間の紛争（領民による越訴）も挙げられる。領民の訴えの中には、安藤氏の暴政の一つとして、前領主秋元氏の時代よりも年貢率が2倍以上になったというものがある。宝永6年（1709年）に領民の訴えを認める裁定が出されているが、秋元家の4代目（長朝を初代と数えて）で当時老中を務めていた秋元喬知は、この裁定を引き出すことに尽力したという。
安永5年（1776年）、総社領の百姓衆は長朝の徳を讃え、菩提寺である光巌寺の境内霊廟前に「力田遺愛碑」を建立している。建碑にあたっては農家が一軒あたり一握りずつの米を出し合ったとも伝えられ、碑文の末尾には「百姓等建」と記されている。長朝を紹介する前橋市や総社地区の文章では「封建時代、領民が領主の業績をたたえて建てた碑はめずらしい」と評されている。
また、天明3年（1783年）の浅間山の天明大噴火に際して総社領が甚大な被害を被った際に、秋元家8代目の秋元永朝（出羽国山形藩主）が総社に義援米を送ったとされる。上述の通り秋元家は領主として総社を去ったのちも光巌寺に歴代の墓を設けており、旧領主秋元家と総社の縁は長く続いた。